# Robert Plaisancier

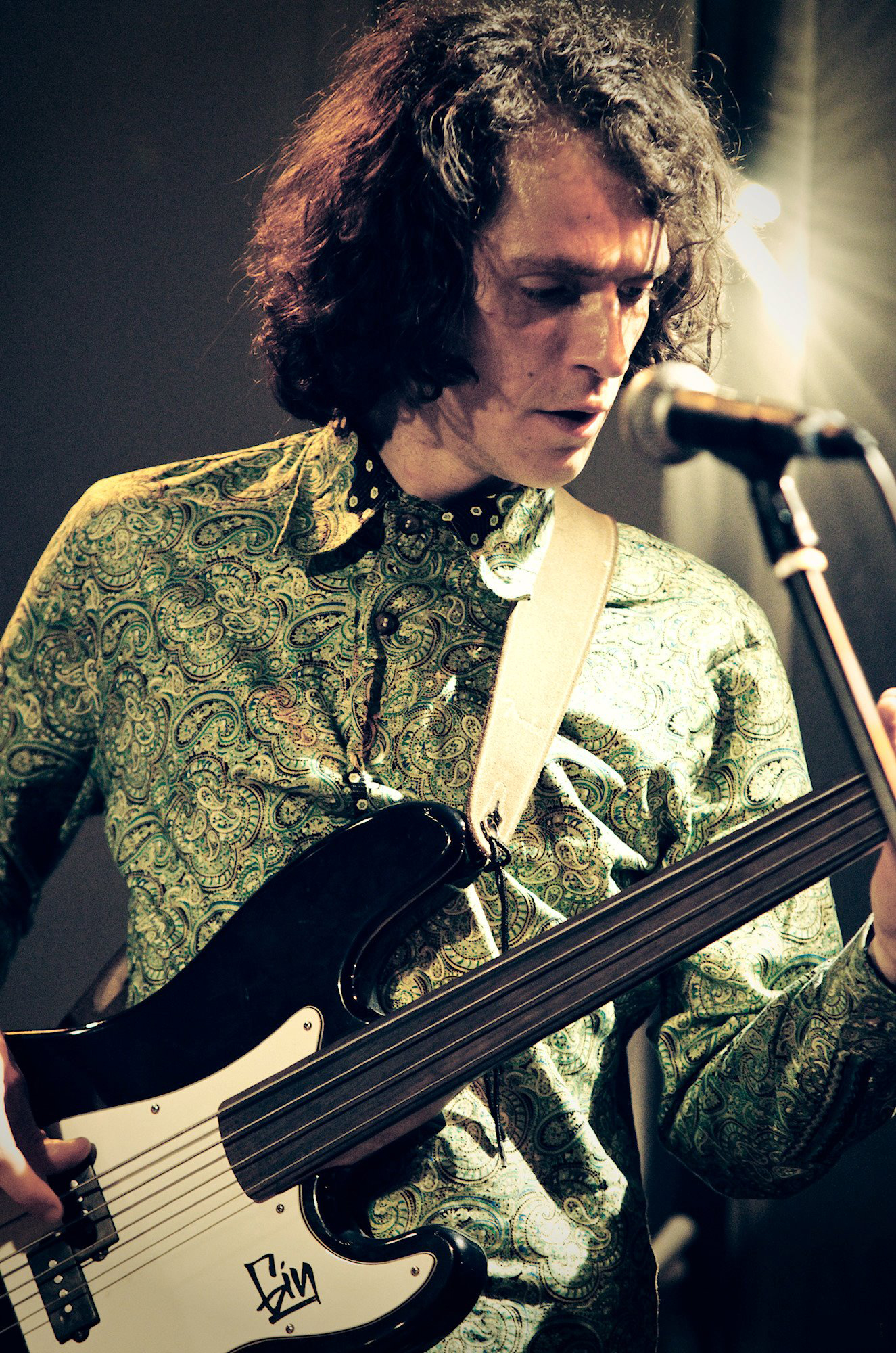
Robert Plaisancier, 2013

Robert Plaisancier (* 1981 als Robert Schneider in Karl-Marx-Stadt, jetzt Chemnitz) ist ein deutscher Rock-Bassist, Musikproduzent und Songwriter.

## Karriere
Nach mehreren Soloprojekten als Gitarrist in Chemnitz und Leipzig gründete er 2004 zusammen mit Robert Elektrozoo die 3apes band, in der er bis zur Auflösung als Bassist und Songwriter tätig war. Mit seinem 2007 gegründeten Label CASPERHAUERmusik leitete es das Bandmanagement. Zwischenzeitlich gastierte Plaisancier als Musiker in der Leipziger Allstargruppe The Million Dollar Octet und dem Projekt Missilias Puppeteers. Von 2017 bis 2018 spielte er die Bassgitarre im Nachfolgeprojekt The Residudes.

## Privates
Plaisancier lebt seit 2004 in Leipzig. 2007–2009 war er Teil der Jury des Courage-Zeigen-Wettbewerbes. Neben der Tätigkeit als Musiker ist er als Musikproduzent, Filmemacher und Digital Consultant aktiv. 2012 bis 2014 veröffentlichte er mit seiner Produktionsfirma Sandbox Productions zusammen mit Christian von Aster mehrere Trailer und Kurzfilme.

## Diskografie

### Alben
- 2006: 3apes band: Tidy and Well Dressed Gossip (CD, Eigenvertrieb)[2]
- 2006: 3apes band: Live With Winter (CD, Eigenvertrieb), Johnny Winter Live Support
- 2007: 3apes band: Stark Raving Mad (CD, Eigenvertrieb)
- 2008: 3apes band: Stark Raving Mad 2.0 (CD, CASPERHAUSERmusik)[3]
- 2012: 3apes band: The Unknown Side of Monkey Business (Web Release, CASPERHAUSERmusik)
- 2015: 3apes band: Shady Monkeys (Web Release, CASPERHAUSERmusik)
- 2017: The Residudes: Brighter Than Fog (Web Release, CASPERHAUSERmusik)
- 2019: 3apes band: The Tales Of Brave Monkeys (Online Release)
- 2021: 3apes band: Revolution Of The Zodiac (Online Release)

## Filmografie
- 2013: Kurzfilm Die Schlimmsten aller Trolle[4] (Regie: Christian von Aster)
- 2011: Buchtrailer Der Letzte Schattenschnitzer[5]

## Auszeichnungen
- 2006: Courage-Zeigen-Contest, Beste Musikgruppe
- 2012: FLYING MUSIC CIRCUS[6]